# Oscarverleihung 1984
Übersicht aller ausgezeichneten Filme

◄◄ | ◄ | 1980 | 1981 | 1982 | 1983 | Oscarverleihung 1984 | 1985 | 1986 | 1987 | 1988 | ► | ►►

Weitere Ereignisse
Die Oscarverleihung 1984 fand am 9. April 1984 im Dorothy Chandler Pavilion in Los Angeles statt. Es waren die 56th Annual Academy Awards. Im Jahr der Auszeichnung werden immer Filme des vergangenen Jahres ausgezeichnet, in diesem Fall also die Filme des Jahres 1983.
| Film                               | N  | A |
| ---------------------------------- | -- | - |
| Zeit der Zärtlichkeit              | 11 | 5 |
| Der Stoff, aus dem die Helden sind | 8  | 4 |
| Fanny und Alexander                | 6  | 4 |
| Comeback der Liebe                 | 5  | 2 |
| Silkwood                           | 5  | 0 |
| Ein ungleiches Paar                | 5  | 0 |
| Yentl                              | 5  | 1 |
| Cross Creek                        | 4  | 0 |
| Flashdance                         | 4  | 1 |
| Die Rückkehr der Jedi-Ritter       | 4  | 0 |
| Der große Frust                    | 3  | 0 |
| Rita will es endlich wissen        | 3  | 0 |
| WarGames – Kriegsspiele            | 3  | 0 |
| Ruben, Ruben                       | 2  | 0 |
| Zelig                              | 2  | 0 |

## Moderation
Johnny Carson führte zum fünften Mal als Moderator durch die Oscarverleihung. Die Präsentatoren der Kandidaten sind bei den jeweiligen Kategorien weiter unten aufgeführt.

## Gewinner und Nominierungen

### Bester Film
präsentiert von Frank Capra
Zeit der Zärtlichkeit (Terms of Endearment) – James L. Brooks
Comeback der Liebe (Tender Mercies) – Philip Hobel
Der große Frust (The Big Chill) – Michael Shamberg
Der Stoff, aus dem die Helden sind (The Right Stuff) – Irwin Winkler, Robert Chartoff
Ein ungleiches Paar (The Dresser) – Peter Yates

### Beste Regie
präsentiert von Richard Attenborough
James L. Brooks – Zeit der Zärtlichkeit (Terms of Endearment) 
Bruce Beresford – Comeback der Liebe (Tender Mercies)
Ingmar Bergman – Fanny und Alexander (Fanny och Alexander)
Mike Nichols – Silkwood
Peter Yates – Ein ungleiches Paar (The Dresser)

### Bester Hauptdarsteller
präsentiert von Dolly Parton und Sylvester Stallone
Robert Duvall – Comeback der Liebe (Tender Mercies) 
Michael Caine – Rita will es endlich wissen (Educating Rita)
Tom Conti – Ruben, Ruben (Reuben, Reuben)
Tom Courtenay – Ein ungleiches Paar (The Dresser)
Albert Finney – Ein ungleiches Paar (The Dresser)

### Beste Hauptdarstellerin
präsentiert von Rock Hudson und Liza Minnelli
Shirley MacLaine – Zeit der Zärtlichkeit (Terms of Endearment) 
Jane Alexander – Das letzte Testament (Testament)
Meryl Streep – Silkwood
Julie Walters – Rita will es endlich wissen (Educating Rita)
Debra Winger – Zeit der Zärtlichkeit (Terms of Endearment)

### Bester Nebendarsteller
präsentiert von Timothy Hutton und Mary Tyler Moore
Jack Nicholson – Zeit der Zärtlichkeit (Terms of Endearment) 
Charles Durning – Sein oder Nichtsein (To Be or Not to Be)
John Lithgow – Zeit der Zärtlichkeit (Terms of Endearment)
Sam Shepard – Der Stoff, aus dem die Helden sind (The Right Stuff)
Rip Torn – Cross Creek

### Beste Nebendarstellerin
präsentiert von Dyan Cannon und Gene Hackman
Linda Hunt – Ein Jahr in der Hölle (The Year of Living Dangerously) 
Cher – Silkwood
Glenn Close – Der große Frust (The Big Chill)
Amy Irving – Yentl
Alfre Woodard – Cross Creek

### Bestes Originaldrehbuch
präsentiert von Mel Gibson und Sissy Spacek
Horton Foote – Comeback der Liebe (Tender Mercies) 
Alice Arlen, Nora Ephron – Silkwood
Barbara Benedek, Lawrence Kasdan – Der große Frust (The Big Chill)
Ingmar Bergman – Fanny und Alexander (Fanny och Alexander)
Lawrence Lasker, Walter F. Parkes – WarGames – Kriegsspiele (WarGames)

### Bestes Adaptiertes Drehbuch
präsentiert von Mel Gibson und Sissy Spacek
James L. Brooks – Zeit der Zärtlichkeit (Terms of Endearment) 
Julius J. Epstein – Ruben, Ruben (Reuben, Reuben)
Ronald Harwood – Ein ungleiches Paar (The Dresser)
Harold Pinter – Betrug (Betrayal)
William Martin Russell – Rita will es endlich wissen (Educating Rita)

### Beste Kamera
präsentiert von Anthony Franciosa und Joanna Pacuła
Sven Nykvist – Fanny und Alexander (Fanny och Alexander) 
Caleb Deschanel – Der Stoff, aus dem die Helden sind (The Right Stuff)
William A. Fraker – WarGames – Kriegsspiele (WarGames)
Donald Peterman – Flashdance
Gordon Willis – Zelig

### Bestes Szenenbild
präsentiert von Jane Powell
Anna Asp, Susanne Lingheim – Fanny und Alexander (Fanny och Alexander) 
W. Stewart Campbell, Geoffrey Kirkland, Richard Lawrence, George R. Nelson, Jim Poynter, Peter R. Romero – Der Stoff, aus dem die Helden sind (The Right Stuff)
Tessa Davies, Leslie Tomkins, Roy Walker – Yentl
Michael D. Ford, Fred Hole, Norman Reynolds, James L. Schoppe – Die Rückkehr der Jedi-Ritter (Star Wars: Episode VI – Return of the Jedi)
Tom Pedigo, Polly Platt – Zeit der Zärtlichkeit (Terms of Endearment)

### Bestes Kostümdesign
präsentiert von Tommy Tune und Twiggy
Marik Vos-Lundh – Fanny und Alexander (Fanny och Alexander) 
Santo Loquasto – Zelig
Anne-Marie Marchand – Die Wiederkehr des Martin Guerre (Le Retour de Martin Guerre)
William Ware Theiss – … und wenn der letzte Reifen platzt (Heart Like a Wheel)
Joe I. Tompkins – Cross Creek

### Beste Original-Filmmusik
präsentiert von Ray Bolger und Gene Kelly
Bill Conti – Der Stoff, aus dem die Helden sind (The Right Stuff) 
Jerry Goldsmith – Under Fire
Michael Gore – Zeit der Zärtlichkeit (Terms of Endearment)
Leonard Rosenman – Cross Creek
John Williams – Die Rückkehr der Jedi-Ritter (Star Wars: Episode VI – Return of the Jedi)

### Beste adaptierte Filmmusik
präsentiert von Neil Diamond
Alan Bergman, Marilyn Bergman, Michel Legrand – Yentl
Elmer Bernstein – Die Glücksritter (Trading Places)
Lalo Schifrin – Zwei ausgekochte Gauner (The Sting II)

### Bester Song
präsentiert von Matthew Broderick
„Flashdance … What a Feeling“ aus Flashdance – Irene Cara, Keith Forsey, Giorgio Moroder
„Maniac“ aus Flashdance – Dennis Matkosky, Michael Sembello
„Over You“ aus Comeback der Liebe (Tender Mercies) – Bobby Hart, Austin Roberts
„Papa, Can You Hear Me?“ aus Yentl – Alan Bergman, Marilyn Bergman, Michel Legrand
„The Way He Makes Me Feel“ aus Yentl – Alan Bergman, Marilyn Bergman, Michel Legrand

### Bester Schnitt
präsentiert von Robert Wise
Glenn Farr, Lisa Fruchtman, Douglas Stewart, Tom Rolf, Stephen A. Rotter – Der Stoff, aus dem die Helden sind (The Right Stuff) 
Edward M. Abroms, Frank Morriss – Das fliegende Auge (Blue Thunder)
Richard Marks – Zeit der Zärtlichkeit (Terms of Endearment)
Walt Mulconery, Bud S. Smith – Flashdance
Sam O’Steen – Silkwood

### Bester Tonschnitt
präsentiert von Kevin Bacon und Daryl Hannah
Jay Boekelheide – Der Stoff, aus dem die Helden sind (The Right Stuff) 
Ben Burtt – Die Rückkehr der Jedi-Ritter (Star Wars: Episode VI – Return of the Jedi)

### Beste Tonmischung
präsentiert von Christie Brinkley und Michael Keaton
Mark Berger, David MacMillan, Thomas Scott, Randy Thom – Der Stoff, aus dem die Helden sind (The Right Stuff)
James R. Alexander, Rick Kline, Donald O. Mitchell, Kevin O’Connell – Zeit der Zärtlichkeit (Terms of Endearment)
Todd Boekelheide, David Parker, Alan Splet, Randy Thom – Wenn die Wölfe heulen (Never Cry Wolf)
Willie D. Burton, Carlos Delarios, Michael J. Kohut, Aaron Rochin – WarGames – Kriegsspiele (WarGames)
Ben Burtt, Tony Dawe, Gary Summers, Randy Thom – Die Rückkehr der Jedi-Ritter (Star Wars: Episode VI – Return of the Jedi)

### Bester Dokumentarfilm (Kurzfilm)
präsentiert von Holly und Jack Palance
Flamenco at 5:15 – Cynthia Scott, Adam Symansky
Ihr zent frei – Dea Brokman, Ilene Landis
In the Nuclear Shadow: What Can the Children Tell Us? – Eric Thiermann, Vivienne Verdon-Roe
Sewing Woman – Arthur Dong
Spaces: The Architecture of Paul Rudolph – Bob Eisenhardt

### Bester Dokumentarfilm (Langform)
präsentiert von Holly und Jack Palance
He Makes Me Feel Like Dancin’ – Emile Ardolino
Children of Darkness – Ara Chekmayan, Richard Kotuk
First Contact – Robin Anderson, Bob Connolly
The Profession of Arms – Michael Bryans, Tina Viljoen
Seeing Red – Jim Klein, Julia Reichert

### Bester Kurzfilm (Animiert)
präsentiert von Jane Alexander und Michael Caine
Sundae in New York – Jimmy Picker
Mickys Weihnachtserzählung (Mickey's Christmas Carol) – Burny Mattinson
Sound of Sunshine – Sound of Rain – Eda Godel Hallinan

### Bester Kurzfilm (Live Action)
präsentiert von Jane Alexander und Michael Caine
Boys and Girls – Janice L. Platt
Goodie-Two-Shoes – Ian Emes
Overnight Sensation – Jon N. Bloom

### Bester Fremdsprachiger Film
präsentiert von John Gavin und Jack Valenti
Fanny und Alexander (Fanny och Alexander), Schweden – Ingmar Bergman
Le Bal – Der Tanzpalast (Le Bal), Algerien – Ettore Scola
Carmen, Spanien – Carlos Saura
Entre Nous – Träume von Zärtlichkeit (Coup de foudre), Frankreich – Diane Kurys
Hiobs Revolte (Jób lázadása), Ungarn – Imre Gyöngyössy, Barna Kabay

## Ehren-Oscars

### Honorary Award
präsentiert von Jackie Cooper und George McFarland
- Hal Roach

### Jean Hersholt Humanitarian Award
präsentiert von Frank Sinatra
- M. J. Frankovich

### Special Achievement Award
präsentiert von Tommy Chong und Cheech Marin
- Die Rückkehr der Jedi-Ritter – Richard Edlund, Dennis Muren, Ken Ralston und Phil Tippett